# Le Cœur et l'Argent
Pour plus de détails, voir Fiche technique et Distribution.
Le Cœur et l'Argent est un film muet français réalisé par Louis Feuillade (et Léonce Perret ?),, et sorti en 1912.

## Synopsis
Mme Mauguiot, propriétaire d'une auberge arrange un mariage pour sa fille Suzanne avec un riche client, plus âgé qu'elle. Or celle-ci et Raymond, un jeune homme, s'aiment. Suzanne se sacrifie pour sa mère et accepte le mariage ...

## Fiche technique
- Titre : Le Cœur et l'Argent
- Réalisation : Louis Feuillade (et Léonce Perret ?)
- Scénario : Louis Feuillade
- Société de production : Société des Établissements L. Gaumont
- Langue : film muet avec les intertitres en français
- Format : Noir et blanc — 35 mm — 1,33:1 — Muet
- Métrage : 382 m
- Genre : Film dramatique
- Durée : 18 minutes
- Date de sortie : 
  - France : 23 août 1912

## Distribution
- Suzanne Grandais : Suzanne Mauguiot
- Renée Carl : Madame Mauguiot
- Paul Manson : Monsieur Vernier, le châtelain
- Henri Gallet : le notaire
- Raymond Lyon : Raymond
- Aurelio Sidney